# Friedrich Pfister
Friederich Pfister (6 gennaio 1883 – 27 dicembre 1967) è stato un filologo e archeologo tedesco.

## Formazione e carriera
Pfister ha studiato filologia, archeologia, filosofia e germanistica all'Università di Heidelberg, all'Università di Berlino e all'Università di Monaco. Nel 1906 ha conseguito il dottorato all'università di Heidelberg, dove è rimasto per un biennio a lavorare come assistente. Successivamente ha lavorato per quattro anni all'Istituto archeologico germanico nella sezione di Roma. Nel 1912 ha conseguito l’abilitazione in filologia classica all'università di Heidelberg, diventando libero docente. Dopo la fine della prima guerra mondiale, in cui è stato combattente, è diventato professore straordinario all'Università di Tubinga. Nel 1924 è diventato professore ordinario all'università di Würzburg. Si è ritirato dall'insegnamento nel 1951. Pfister si è interessato prevalentemente di religioni e culture antiche. Ha scritto anche alcune opere sul Romanzo di Alessandro.

## Opere
- Der Reliquienkult im Altertum, A. Tӧpelmann, Giessen, 1909–1912
- Kleine Texte zum Alexanderroman: Commonitorium Palladii, Briefwechsel zwischen Alexander und Dindimus, Brief Alexanders über die Wunder Indiens nach der Bamberger Handschrift, Sammlung vulgärlateinischer Texte Heft 4, C. Winter, Heidelberg, 1910.
- Der Alexanderroman des Archipresbyters Leo. Sammlung Mittellateinischer Texte 6. C. Winter, Heidelberg, 1912.
- Eine judische Grundungsgeschichte Alexandrias, C. Winter, Heidelberg, 1914
- Deutsches Volkstum. In Glauben und Aberglauben, Berlin, 1936
- Tacitus und die Germanen, Druck von W. Kohlhammer, 1936
- Götter- und Heldensagen der Griechen. Universitätsverlag Winter, 1970
- Religion und Wissenschaft. Ihr Verhältnis von den Anfängen bis zur Gegenwart, Sammlung Dalp, Bd. 104, 1972 (postumo)
- Kleine Schriften zum Alexanderroman, Beiträge zur klassischen Philologie, Heft 61, Anton Hain, Meisenheim, 1976 (postumo)
- Der Alexanderroman mit einer Auswahl aus den verwandten Texten, Beiträge zur klassischen Philologie, Heft 92, Anton Hain, Meisenheim am Glan, 1978 (postumo)